# Prófugos (serie de televisión)
Prófugos (en inglés como Fugitives) es una serie de televisión chilena, de género acción, drama y suspenso, producida por Fábula para el servicio de pago HBO.
Sé estrenó por primera vez el 3 de septiembre de 2011 en horario prime. La segunda temporada, cuyo estreno tuvo lugar el 15 de septiembre de 2013. En HBO Latinoamérica se transmitió los días domingo a las 22:00 horas. 
Es protagonizada por Néstor Cantillana, Benjamín Vicuña, Francisco Reyes y Luis Gnecco. También está protagonizada por Alfredo Castro en la segunda temporada. Cuenta con las actuaciones de Claudia Di Girolamo, Aline Küppenheim, Blanca Lewin, Antonia Zegers y Camila Hirane.

## Argumento
La serie se desarrolla en distintos parajes de la  geografía chilena y la geografía humana. 
Cada uno de los protagonistas enfrenta su destino y su objetivo no será otro que su propia supervivencia. A través de una serie de giros en la trama, poco a poco se irán revelando las capas del complot y en cada episodio el espectador es retado a descubrir engaños y traiciones.

## Desarrollo

### Primera temporada
Trata de una road movie sobre el narcotráfico, en la cual cuatro chilenos son reclutados para un trabajo que cambiará sus vidas. Por una jugosa recompensa que estará en sus manos, deben trasladar un cargamento de cocaína desde Bolivia hasta Chile y embarcarlo hacia su destino final en el exterior. Sin embargo, nada resulta como lo previsto.
Una entramada red de ambiciones, intereses y corrupción mueven los hilos de esta historia, donde nadie es quien parece, todos ocultan un pasado y las miserias humanas se unen ante la necesidad imperiosa de huir, sin saber de quién o quienes se está escapando.

### Segunda temporada
La segunda temporada fue grabada en diferentes puntos del país, como Isla de Pascua y las Torres del Paine, siguiendo así con la exposición de paisajes atractivos y recónditos de Chile.
Comienza con la lucha des Moreno (Luis Gnecco), Vicente (Néstor Cantillana) y Tegui luchando por sobrevivir en una cárcel de alta seguridad, mientras Laura (Blanca Lewin) está manejando el negocio de la droga, aunque con planes de independizarse.

## Reparto

### Principal
| - Néstor Cantillana como Vicente Ferragut (T1—T2): es un veterinario homosexual y principal heredero del cuartel Ferragut; hijo de Kika y Freddy Ferragut. - Benjamín Vicuña como Álvaro Parráguez/Tegui (T1—T2): un detective de la PDI; se infiltra con el fin de acercarse a Vicente y formar parte del cartel Ferragut. - Francisco Reyes como Óscar Salamanca (T1; Recurrente T2): es el brazo derecho de Kika y líder del cartel Ferragut; padre de Irma. - Luis Gnecco como Mario Moreno (T1—T2): un exagente DINA de temperamento explosivo y carácter violento; miembro del cuartel Ferragut. - Claudia Di Girolamo como Kika Ferragut (T1; Recurrente T2): la jefa del cartel Ferragut, quien coordina desde la prisión las redes y el tráfico de drogras al exterior. | - Aline Küppenheim como Ximena Carbonell (T1; Recurrente T2): una fiscal y exnovia de Álvaro Parraguez. - Blanca Lewin como Laura Ferragut (T1—T2): una abogada; hija de Kika y Freddy Ferragut. - Camila Hirane como Irma Salamanca (T1—T2): hija adolescente de Óscar Salamanca. - Alfredo Castro como Freddy Ferragut (Recurrente T1; T2): un extravagante y místico narcotraficante de heroína; padre de Vicente y Laura. - Antonia Zegers como Macarena Munita (Recurrente T1; T2): la Subsecretaria General de Gobierno de Chile; esposa de Ignacio Córdoba. |

### Secundarios
| - Marcelo Alonso como Marco Oliva (T1; Recurrente T2): el jefe de la brigada de antinarcóticos de la PDI. - Amparo Noguera como Natalia Ricci/La Roja (T1—T2): una sicario. - Francisco Melo como Emiliano Encina (Recurrente T1; T2): Presidente de la República de Chile. - Luis Dubó como Cacho Aguilera (T1): el jefe del cartel Aguilera. - César Caillet como Fabián Salgado (T1): detective PDI; pareja de Ximena Carbonell. - Héctor Morales como Iván Aguilera (T1): hijo de Cacho Aguilera. - Alejandro Goic como El Buitre (T1): narcotraficante; miembro del cuartel Aguilera. | - Pablo Krögh como El Chele (T1): sicario del cuartel Aguilera. - Mateo Iribarren como El Oso (T1): sicario del cuartel Aguilera. - Paulina Urrutia como Adriana Bascuñán (T1): Subsecretaria de la República de Chile. - Cristián de la Fuente como Ignacio Córdoba (T1): diputado de la República de Chile; amante de Vicente Ferragut. - Roberto Farías como Martín Bravo (T2): detective de la brigada de antinarcóticos de la PDI. - Diego Muñoz como Gabriel Villalobos (T2): Asesor de Comunicaciones del Presidente Encina. - Cristián Campos como Pedro Valdés (T2): Ministro del Interior de la República de Chile. |

## Producción
El lanzamiento en Chile fue una efectiva campaña publicitaria y marketing que ubicó a Prófugos en los primeros lugares de audiencia. La campaña fue desarrollada por equipos propios de HBO Latín America y liderada por Gustavo Mónaco a nivel regional.

## Personajes principales

### Tegui Parraguez
|  | Álvaro Parraguez González Interpretada por Benjamín Vicuña. En el bajo mundo del narcotráfico usa el nombre Cristian González. Es un detective de la PDI de Chile (Policía Civil de Investigaciones), pareja de la fiscal Ximena Carbonell, el cual logró infiltrarse en el cartel Ferragut. Bajo su rol encubierto, entra en la operación de traslado de cocaína desde Bolivia a Chile. Sin embargo, pronto se convertirá en un prófugo más de la justicia en la cual ya no confía. |

### Vicente Ferragut
|  | Vicente Ferragut Ferragut Interpretada por Néstor Cantillana. Es hijo de Kika Ferragut y jefa del cartel de drogas chileno, y reacio heredero del negocio del cartel. Ha disfrutado sus beneficios sin ensuciarse las manos, hasta que se ve forzado a involucrarse a solicitud de su madre, a quien ama. Vicente acepta supervisar la operación de tráfico de cocaína con el apoyo de su amigo Tegui y su mentor en el negocio, Mario Moreno. |

### Óscar Salamanca
|  | Óscar Salamanca Gutiérrez Interpretada por Francisco Reyes. Es el padre de Irma y segunda mano derecha criminal de Kika Ferragut, la líder del cartel del narcotráfico chileno de la Familia Ferragut. Durante la convulsionada década de los 70 en Chile, Óscar Salamanca fue un joven luchador, convertido en revolucionario, que logró escapar de la tortura y la muerte. A sus 57 años y gravemente enfermo, decide aceptar la oferta de involucrarse en una operación de tráfico de drogas con la ilusión de asegurarle un futuro a su hija, Irma. |

### Mario Moreno
|  | Mario Moreno Cornejo Interpretada por Luis Gnecco. Es el hombre de confianza del cartel de la familia Ferragut. Exmiembro de la DINA (Dirección Nacional de Inteligencia) y CNI (Central Nacional de Inteligencia), ambas fuerzas del Ejército de Chile en la Dictadura Militar de Augusto Pinochet, es una persona narcisista, torturador, de sangre muy fría. Está traumatizado por el asesinato de su esposa Gabriela (embarazada) por parte del cartel del Cacho Aguilera (El jefe máximo del narcotráfico en Chile). Esconde un pasado turbio y ha vivido utilizando la violencia extrema y despiadada para conseguir sus objetivos. |

### Kika Ferragut
|  | Francisca Ferragut Vergara Interpretada por Claudia Di Girolamo. Es la Jefa, dueña y heredera el negocio del narcotráfico chileno de la familia Ferragut. Tiene dos hijos, Vicente (Néstor Cantillana) y Laura Ferragut (Blanca Lewin). Ella ha estado presa desde varios años en una cárcel de mujeres en Santiago de Chile. Es una mujer enérgica, ambiciosa, rencorosa y con una habilidad extraordinaria para las finanzas. |

### Laura Ferragut
|  | Laura Ferragut Ferragut Interpretada por Blanca Lewin. Es La hija mayor de Freddy y Kika, Laura, vive bajo las amenazas y órdenes de su madre. Es una persona insegura y temerosa y ha dedicado su vida a los negocios de la familia, reprimiendo deseos amorosos y sexuales. Ante el fracaso de la operación de narcotráfico, con Kika presa y Vicente huyendo, Laura asume un rol determinante como vínculo entre los personajes. |

### Ximena Carbonell
|  | Ximena Carbonell Fernández Interpretada por Aline Kuppenheim. Es una fiscal, expareja de Tegui. Comparte con él la pasión por la justicia y su determinación por triunfar profesionalmente. Sin embargo, el oficio de detective de Tegui separa a la pareja y quiebra la determinación de Ximena. Pese a tener más de un año separados, cuando Ximena conoce las desventuras de Tegui, no duda en ayudarle y con ello pone en riesgo su profesión y su propia vida. |

### Marco Oliva
|  | Marco Oliva Valencia Interpretada por Marcelo Alonso. Es el jefe de la brigada de antinarcóticos de la PDI en Santiago de Chile. Tiene un carácter muy fuerte y violento hacia sus superiores de la policía chilena. |

### Cacho Aguilera
|  | Iván Aguilera Sánchez Interpretada por Luis Dubó. Es el jefe y líder de la banda criminal de la familia Aguilera. Tiene un hijo, Iván Aguilera, su principal mano derecha del cartel. Cacho está lleno de ira y de su propia sed de venganza para acabar con la Familia Ferragut, ya que él mismo y su gente tienen supuestos vínculos judiciales con el jefe de la brigada de antinarcóticos de la PDI de Chile, Marcos Oliva. |

### Irma Salamanca
|  | Irma Salamanca Navarrete Interpretada por Camila Hirane. Es La hija de Óscar Salamanca. Tiene 16 años y no recuerda a su madre, quien murió cuando ella apenas tenía dos años. Odia a su padre, de quien escuchó hablar las peores cosas por parte de sus abuelos maternos, que la criaron. La vida reúne a padre e hija y ambos deberán aprender a convivir bajo situaciones extremas. |

### Fabián Salgado
|  | Fabián Salgado Poblete Interpretada por César Caillet. Es el principal ayudante del jefe de la brigada de antinarcóticos de la PDI chilena, Marcos Oliva. |